# Jacarezinho
Jacarezinho là một đô thị thuộc bang Paraná, Brasil. Đô thị này có diện tích 602,526 km², dân số năm 2007 là 40526 người, mật độ 67,3 người/km².